# NFTY
La Federación Norteamericana de la Juventud del Templo (en inglés: North American Federation of Temple Youth) (NFTY) es el movimiento juvenil del judaísmo reformista. Existe para organizar y apoyar a los grupos juveniles en las sinagogas reformistas. Cerca de 750 grupos locales de jóvenes están afiliados con la organización, incluyendo un total de 8500 jóvenes miembros. La asociación progresista de escuelas de día reformadas, está afiliada con la URJ. En 2014,  había 14 escuelas de día judías que formaban parte de la asociación, dos en Canadá, una en la Tierra de Israel, y el resto en los Estados Unidos de América. La NFTY, forma parte de la Unión para el Judaísmo Reformista.